# Колесников Владислав Павлович
Владислав Павлович Колесников (рос. Владислав Павлович Колесников; 9 липня 1997, Тольятті, Самарська область, Росія — 25 грудня 2015, Жигульовськ, Самарська область, Росія) — російський опозиціонер, противник російської агресії проти України, блогер. Доведений до самогубства.
Став широко відомий на початку червня 2015 року, коли прийшов на заняття у футболці з українським прапором і написом «Повернути Крим!» та вивісив у Подольську банер з антивоєнним гаслом. При проходженні медичної комісії у військкоматі увімкнув на телефоні Гімн України. Після інцидентів був відрахований з технікуму, потрапив в поле зору російських спецслужб, став об'єктом численних провокацій та зазнавав цькування з боку родичів, керівництва технікуму, однокласників, журналістів та поліції.
25 грудня прийняв смертельну дозу ліків.

## Переслідування
29 червня 2015 в центральній російській газеті «Комсомольська правда» про Владислава Колесникова з'явилась розлога стаття «Из кулинарного техникума в „борцы с режимом“», з якої достеменно видно технологію здійснення провокацій щодо неповнолітнього, на той час, хлопця: прихід до неповнолітнього офіцера поліції у супроводі автоматника; «биття скла» у під'їзді власного будинку, коли «підозрюваний» одночасно перебуває в будинку і на подвір'ї; та, власне, і сама стаття з прізвищем та світлинами хлопця та описом деталей його особистого життя.

## Реакція на смерть
Вістка про смерть Владислава викликала шок в соціальних мережах: Айдер Муждабаєв, Саша Сотник, Аркадій Бабченко, Віталій Портников та інші журналісти та блогери висловили з приводу загибелі 18-ти річного російського опозиціонера слова скорботи.